# Vlag van Alphen en Riel

Gemeentevlag van de gemeente Alphen en Riel (1988-1997)

De vlag van Alphen en Riel werd op 11 november 1988 bij raadsbesluit vastgesteld als de gemeentelijke vlag van de Noord-Brabantse gemeente Alphen en Riel. Na de samenvoeging op 1 januari 1997 van de gemeente met Chaam tot de nieuwe gemeente Alphen-Chaam werd de vlag buiten gebruik genomen. De gemeentevlag laat zich als volgt beschrijven:
Vier even lange banen van blauw en geel en over de scheiding van de banen drie gelijkzijdige driehoeken ter hoogte van een vijfde van de vlaghoogte, op de scheiding van drie banen, van het een in het ander.
De blauwe en gele kleuren zijn ontleend aan het gemeentewapen, evenals de driehoeken, die zijn afgeleid van de alpentoppen in het wapen en waarvan de uitspraak in de streektaal klinkt als de naam van de gemeente. De vormgeving was afkomstig van de  Stichting voor Banistiek en Heraldiek, die de gemeentebesturen van de heraldisch gezien bijeen behorende dorpen Alphen en Riel, Baarle-Nassau en Chaam adviseerde gemeentevlaggen van hetzelfde stramien te kiezen. Het oorspronkelijke ontwerp voor deze vlaggen was van Willem van Ham. De wapenkleuren werden gecombineerd met de historische kleuren volgens van Goor, de driehoeken (eigenlijk alpen) zijn sprekende elementen.

## Verwante afbeeldingen

De dorpsvlag van Alphen
Het wapen van Alphen en Riel
De vlag van Alphen-Chaam
Het dorpswapen van Alphen
De gemeentevlag van Chaam
De dorpsvlag van Chaam
De vlag van Baarle-Nassau

Aalburg 
· Aarle-Rixtel 
· Alphen en Riel 
· Bakel en Milheeze 
· Beek en Donk 
· Beers 
· Berghem 
· Berkel-Enschot 
· Berlicum 
· Bladel en Netersel 
· Borkel en Schaft 
· Boxmeer 
· Budel 
· Chaam 
· Cuijk 
· Cuijk en Sint Agatha 
· Den Dungen 
· Diessen 
· Dinteloord en Prinsenland 
· Drunen 
· Dussen 
· Engelen 
· Erp 
· Esch 
· Escharen 
· Fijnaart en Heijningen 
· Geffen 
· Geldrop 
· Gemert 
· Giessen 
· Ginneken en Bavel 
· Grave 
· 's Gravenmoer 
· Haaren 
· Halsteren 
· Haps 
· Heesch 
· Heeswijk-Dinther 
· Heeze 
· Helvoirt 
· Hoeven 
· Hooge en Lage Mierde 
· Hooge en Lage Zwaluwe 
· Hoogeloon, Hapert en Casteren 
· Huijbergen 
· Klundert 
· Landerd 
· Leende 
· Liempde 
· Lieshout 
· Lith 
· Luyksgestel 
· Maarheeze 
· Maasdonk 
· Made en Drimmelen 
· Megen, Haren en Macharen 
· Mierlo 
· Mill en Sint Hubert 
· Moergestel 
· Nieuw-Ginneken 
· Nieuw-Vossemeer 
· Nistelrode 
· Nuland 
· Oeffelt 
· Oost-, West- en Middelbeers 
· Oploo, Sint Anthonis en Ledeacker 
· Ossendrecht 
· Oud en Nieuw Gastel 
· Oudenbosch 
· Prinsenbeek 
· Putte 
· Raamsdonk 
· Ravenstein 
· Reusel 
· Riethoven 
· Rijsbergen 
· Rijswijk 
· Roosendaal en Nispen 
· Rosmalen 
· Schaijk 
· Schijndel 
· Sint Anthonis 
· Sint-Oedenrode 
· Sprang-Capelle 
· Standdaarbuiten 
· Terheijden 
· Teteringen 
· Uden 
· Udenhout 
· Veghel
· Vessem, Wintelre en Knegsel 
· Vierlingsbeek 
· Vlijmen 
· Wanroij 
· Waspik 
· Werkendam 
· Westerhoven 
· Willemstad 
· Woudrichem 
· Wouw 
· Zeeland 
· Zevenbergen